# Mesoleius brachyacanthus
Mesoleius brachyacanthus är en stekelart som beskrevs av Parfitt 1881. Mesoleius brachyacanthus ingår i släktet Mesoleius och familjen brokparasitsteklar. Inga underarter finns listade i Catalogue of Life.